# Лоримор (Айова)
Лоримор (англ. Lorimor) — місто (англ. city) в США, в окрузі Юніон штату Айова. Населення — 386 осіб (2020).

## Географія
Лоримор розташований за координатами 41°7′36″ пн. ш. 94°3′25″ зх. д. / 41.12667° пн. ш. 94.05694° зх. д. (41.126676, -94.057049).  За даними Бюро перепису населення США в 2010 році місто мало площу 0,98 км², уся площа — суходіл.

## Демографія
Згідно з переписом 2010 року, у місті мешкало 360 осіб у 160 домогосподарствах у складі 104 родин. Густота населення становила 367 осіб/км².  Було 211 помешкання (215/км²).
Расовий склад населення:
| - 98,1 % — білих - 0,8 % — корінних американців - 0,3 % — чорних або афроамериканців |

До двох чи більше рас належало 0,8 %. Частка іспаномовних становила 0,8 % від усіх жителів.
За віковим діапазоном населення розподілялося таким чином: 22,5 % — особи молодші 18 років, 61,1 % — особи у віці 18—64 років, 16,4 % — особи у віці 65 років та старші. Медіана віку мешканця становила 42,2 року. На 100 осіб жіночої статі у місті припадало 84,6 чоловіків;  на 100 жінок у віці від 18 років та старших — 89,8 чоловіків також старших 18 років.
Середній дохід на одне домашнє господарство  становив 35 768 доларів США (медіана — 34 688), а середній дохід на одну сім'ю — 42 969 доларів (медіана — 40 417). За межею бідності перебувало 32,8 % осіб, у тому числі 54,9 % дітей у віці до 18 років та 16,1 % осіб у віці 65 років та старших.
Цивільне працевлаштоване населення становило 149 осіб. Основні галузі зайнятості: виробництво — 38,9 %, освіта, охорона здоров'я та соціальна допомога — 20,1 %, будівництво — 14,8 %.